# Thyrsus González

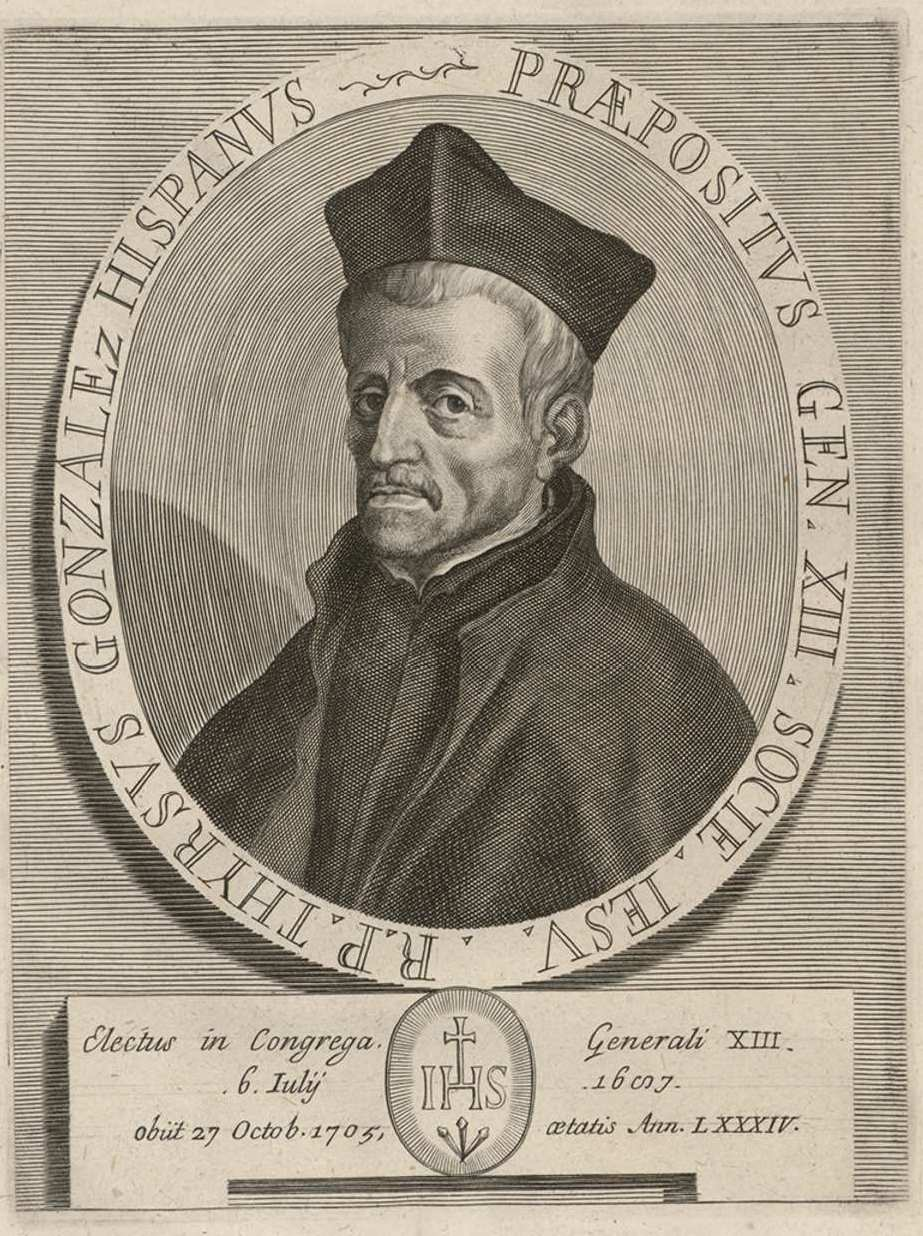
Thyrsus González

Thyrsus González, gelegentlich auch Tirso González de Santalla, (* 18. Januar 1624 in Arganza, Spanien; † 27. Oktober 1705 in Rom) war der 13. General der Societas Jesu.

## Leben
Am 3. März 1643 trat Tirso González mit 29 Jahren der Societas Jesu bei. Fortan gebrauchte er oft die lateinische Form seines Vornamens. Nach seinem Studium und der Ausbildung im Orden wirkte er von 1655 bis 1665 als Dozent für Philosophie und Theologie an der Universität Salamanca. Anschließend war er über 15 Jahre als Prediger im Auftrag seines Ordens zwischen Spanien und Italien unterwegs. 1676 kehrte González als Dozent an die Universität Salamanca zurück. Dieses Amt hatte er bis 1687 inne.
Als am 12. Dezember 1686 der 12. Ordensgeneral Charles de Noyelle starb, wählte die Generalversammlung am 6. Juli 1687 González zum 13. General des Ordens.
Am 27. Oktober 1705 starb Thyrsus González mit 81 Jahren. Sein Nachfolger wurde Michelangelo Tamburini.

## Werke
- Fundamentum theologicae moralis (1694)
- Selectarum disputationum tomi quatuor (1680)